# IV. třída okresu Žďár nad Sázavou 2003/2004
V soubojích fotbalové IV. třídy okresu Žďár nad Sázavou 2003/2004, jedné ze skupin 10. nejvyšší fotbalové soutěže, se utkalo 11 týmů dvoukolovým systémem podzim – jaro. Tento ročník skončil v červnu 2004. Do III. třídy okresu Žďár nad Sázavou 2004/2005 postoupily první dva týmy SK FC Křižanov „B“ a SK Rožná, nikdo  nesestoupil, jedná se o nejnižší soutěž.

## Výsledná tabulka
| Poř. | Tým                     | Z   | V  | R | P  | VG  | OG | B  |
| ---- | ----------------------- | --- | -- | - | -- | --- | -- | -- |
| 1.   | SK FC Křižanov „B“      | 20  | 14 | 3 | 3  | 482 | 23 | 45 |
| 2.   | SK Rožná                | 20  | 14 | 2 | 4  | 55  | 30 | 44 |
| 3.   | TJ Sokol Bobrová „B“    | 20  | 10 | 4 | 6  | 55  | 37 | 34 |
| 4.   | TJ Sokol Rovečné „B“    | 20  | 10 | 3 | 7  | 41  | 35 | 33 |
| 5.   | TJ Březí-Březské        | 206 | 8  | 5 | 7  | 33  | 26 | 29 |
| 6.   | FC Olší nad Oslavou     | 20  | 8  | 4 | 8  | 46  | 35 | 28 |
| 7.   | FC Santus Jívoví „B“    | 20  | 7  | 6 | 7  | 35  | 34 | 27 |
| 8.   | TJ Sokol Křoví „B“      | 20  | 6  | 6 | 8  | 31  | 37 | 24 |
| 9.   | FK Sokol Sněžné         | 20  | 4  | 4 | 12 | 32  | 50 | 16 |
| 10.  | Sokol Osová Bitýška „B“ | 20  | 3  | 7 | 10 | 31  | 63 | 16 |
| 11.  | TJ Družstevník Bory „B“ | 20  | 2  | 4 | 14 | 27  | 64 | 10 |

Poznámky:
- Z = Odehrané zápasy; V = Vítězství; R = Remízy; P = Prohry; VG = Vstřelené góly; OG = Obdržené góly; B = Body; (S) = Mužstvo sestoupivší z vyšší soutěže; (N) = Mužstvo postoupivší z nižší soutěže (nováček)

|  | Postup do III. třídy okresu Žďár nad Sázavou 2004/2005 |